# Amblyopone mercovichi
Amblyopone mercovichi é uma espécie de formiga do gênero Amblyopone.